# Plejády (šachy)

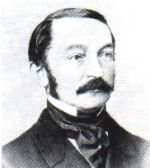
Ludwig Bledow

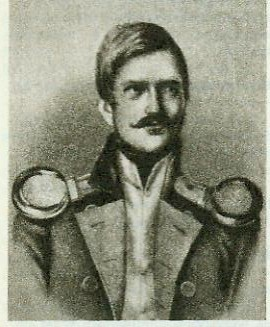
Paul Rudolf von Bilguer

Plejády nebo také Berlínské Plejády  bylo jméno skupiny sedmi berlínských šachových mistrů, kteří se od roku 1837 scházeli dvakrát týdně v Berlínské šachové společnosti (Berliner Schachgesellschaft) k šachovým analýzám.
Své jméno získala skupina podle počtu svých členů, kterých bylo stejně jako je počet běžně viditelných hvězd ve hvězdokupě Plejády. Skupina byla proto také označována jako Berlínské sedmihvězdí (Das Berliner Siebengestirn) nebo se pro ní někdy používá název Berlínská šachová škola (Die Berliner Schachschule). 
Ke skupině Plejády patřili:  
- Ludwig Erdmann Bledow (1795–1846), občanským povoláním učitel matematiky, vůdčí osobnost Berlínské šachové společnosti a zakladatel skupiny, jeden z prvních německých šachistů, kteří hráli mezinárodní zápasy.[2]
- Paul Rudolf von Bilguer (1815–1840), armádní poručík, autor nejstaršího souhrnného manuálu šachové teorie Handbuch des Schachspiels,[3] který dokončil a vydal další člen skupiny Tassilo von Heydebrand und der Lasa,
- Tassilo von Heydebrand und der Lasa (1818–1899), diplomat a šachový historik, spoluzakladatel skupiny, který po předčasné Bilguerově smrti dokončil a roku 1843 vydal jeho Handbuch des Schachspiels,[4]
- Bernhard Horwitz (1807–1855), šachový profesionál, který žil roku 1845 v Londýně, kde byl jedním z účastníků prvního mezinárodního šachového turnaje v roce 1851.[5]
- Karl Mayet (1810–1868), advokát a soudce, rovněž účastník šachového turnaje v Londýně roku 1851.[6]
- Wilhelm Hanstein (1811–1850), státní úředník a šachový profesionál.[7]
- Karl Schorn (1803–1850), malíř.[8]

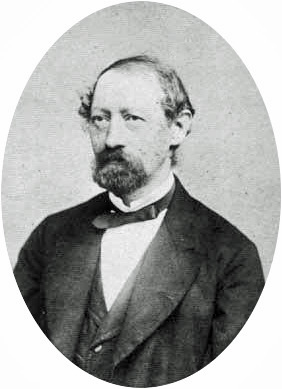
Tassilo von Heydebrand und der Lasa
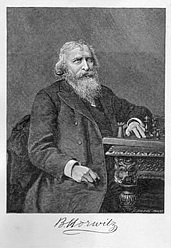
Bernhard Horwitz
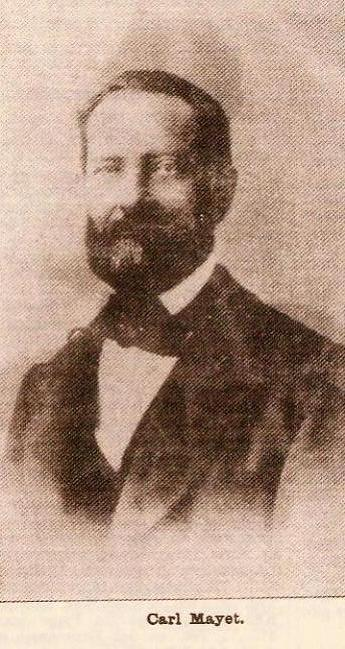
Karl Mayet
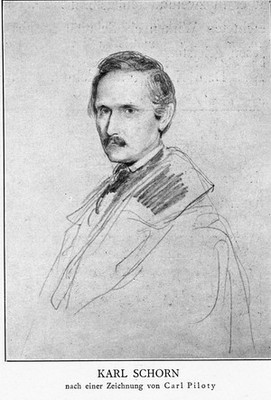
Karl Schorn